# Système respiratoire du cheval

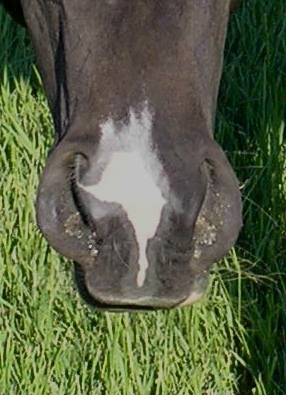
Naseaux d'un cheval.

Le système respiratoire du cheval est la partie de l'anatomie du cheval qui assure l'alimentation des organes en oxygène, essentiellement des voies aériennes et une paire de poumons.

## Anatomie
Le système respiratoire commence par ses narines, communément connues sous le nom de naseaux, dont la taille peut s'accroître considérablement pendant l'exercice intense. Les naseaux ont une bague extérieure faite de cartilage (le cartilage alaire), qui sert à les ouvrir au cours de l'inhalation. En outre, une petite poche en leur sein, appelée diverticule nasal, filtre les débris à l'aide des poils qui tapissent l'intérieur de la narine. La cavité nasale contient le conduit nasolacrimal, qui draine les larmes aux yeux et le nez.
Les fosses nasales contiennent deux cornets de chaque côté, ce qui contribue à augmenter la zone de surface à laquelle l'air est exposé. En outre, les sinus dans le crâne sont en mesure de s'écouler à travers le passage nasal. Le passage nasal rejoint le larynx via le pharynx. Le pharynx est d'environ 15 cm de long chez un animal adulte, et comprend le rhinopharynx, qui protège l'entrée des tubes de l'ouïe, l'oropharynx, qui contient le tissu amygdalien, et le laryngopharynx.

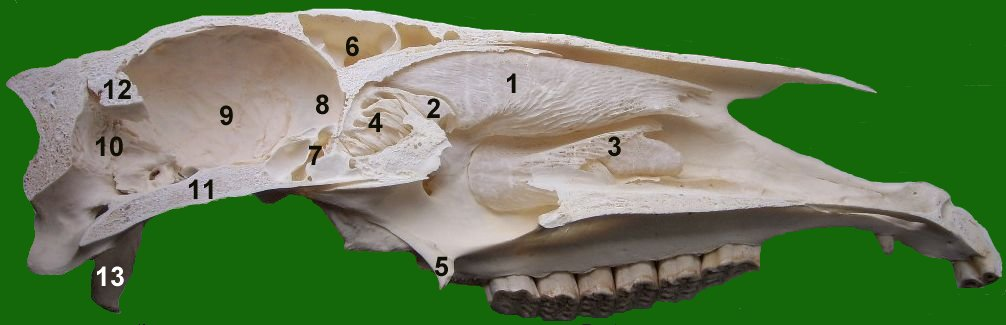
1 Concha nasalis dorsalis, 2 Concha médias nasalis, 3 Concha nasalis ventral, 4 Os ethmoidale, 5 Os pterygoideum, 6 sinus frontal, 7 Sinus sphenoidalis.

En parallèle aux principales voies nasales, le cheval a un système complexe de sinus paranasaux - espaces remplis d'air dans la tête, qui communiquent avec l'appareil respiratoire, et servent à réduire le poids de la tête. Il s'agit de :
- Sinus frontal qui occupe la partie dorsale (supérieure) du crâne, entre les deux yeux. Il en existe deux, un de chaque côté, divisés par une cloison osseuse. Ceux-ci communiquent avec l'intérieur de la conchae, formant les « sinus frontaux-concho. Le drainage dans les voies nasales se fait via le sinus maxillaire caudal.

- Sinus maxillaire dans le maxillaire supérieur, au-dessus de la racine des dents. Chacun est divisé en deux composantes, le sinus maxillaire rostral à l'avant et le sinus maxillaire caudal à l'arrière. Ils ne communiquent pas. En outre, chacun de ces sinus est subdivisé en une composante médiane (interne) et latérale (externe), par une paroi osseuse incomplète qui porte le canal sous-orbitaire contenant des nerfs et des vaisseaux sanguins. La proximité de la racine des dents signifie que lorsque les dents poussent avec l'âge, les sinus maxillaires deviennent plus grands.

- Sinus sphénopalatine: petites poches internes au sinus maxillaire caudal[1].

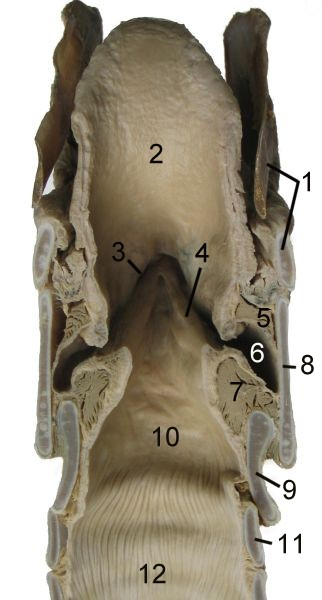
larynx du cheval : 1 os hyoïde; 2 épiglotte; 3 plie vestibulaire, faux pli vocal / cordon, (plicae vestibularis); 4 cordes vocales, véritable cordon vocal, (plicae Vocalis); 5 Musculus ventricularis; 6 ventricule du larynx (ventricule laryngis); 7 Vocalis musculus; 8 Cartilage thiroïdien(pomme d'Adam); 9 Cartilage cricoïde; 10 Cavum infraglotticum; 11 premier cartilage du tube bronchique; 12 bronches

Un lambeau de tissu appelé palais mou bloque l'arrêt du pharynx de la bouche (cavité buccale) du cheval, sauf lors de la déglutition. Cela aide à empêcher l'inhalation de la nourriture, mais n'autorise pas l'utilisation de la bouche pour respirer en cas de détresse respiratoire. Un cheval ne peut respirer que par les narines.
Le genre Equus a un élément unique du système respiratoire appelé les poches gutturales, qui est supposé égaliser la pression de l'air sur la membrane tympanique. Celles-ci (à gauche et à droite, séparées par une cloison étroite) sont situées dans le triangle de Vyborg, en dessous de l'occiput. Avec une capacité de 300 à 500 ml.
Le larynx se trouve entre le pharynx et la trachée, et se compose de cinq morceaux de cartilage qui servent à ouvrir la glotte. Le larynx permet non seulement au cheval de vocaliser, mais empêche également l'aspiration d'aliments et aide à contrôler le volume d'air inhalé. La trachée est le tube qui transporte l'air de la cavité buccale vers les poumons, il est d'environ 75 à 80 cm de longueur chez l'adulte. Il est maintenu ouvert en permanence par 50 à 60 anneaux de cartilage n forme de C, de 5-6 cm de diamètre.
À la bifurcation de la trachée, il y a deux bronches, la droite est de légèrement plus grande taille. Les bronches se ramifient en petites bronchioles, qui à leur tour se ramifient en petites bronchioles jusqu'à ce qu'elles atteignent les alvéoles (qui absorbent l'oxygène de l'air et libèrent les déchets de dioxyde de carbone). Les bronches et les bronchioles sont toutes contenues dans les poumons du cheval, qui se trouvent dans la cavité thoracique de l'animal. Le poumon est constitué comme une éponge, mais très extensible, une matière qui possède deux lobes sur le côté droit et gauche (un plus petit, lobe apical et un grand lobe caudal). Le sang est transporté dans les poumons par l'artère pulmonaire, où il est oxygéné au niveau des alvéoles puis revient au cœur par les veines pulmonaires.
Les poumons sont gonflés à l'aide du diaphragme, une feuille de tissu musculaire qui se contracte à distance à partir de la cavité thoracique, ce qui diminue la pression et la traction de l'air dans les poumons. Lorsqu'ils sont pleinement développés, les poumons peuvent atteindre la 16e côte du cheval.

## Rythme respiratoire
Bien que les taux de respiration varient largement entre les différents chevaux, le taux moyen au repos de la respiration se situe habituellement entre 8-12 respirations par minute,. La chaleur et l'humidité peuvent augmenter le taux de respiration considérablement, surtout si le cheval a un pelage sombre ou se place au soleil. La respiration va souvent changer si le cheval est excité ou en détresse, et peut donc être utile pour déterminer l'état de santé de l'animal.
Au galop, le cheval respire au rythme de chaque pas : tant que les muscles abdominaux tirent les membres postérieurs vers l'avant dans la phase de suspension du galop, les organes à l'intérieur de la cavité abdominale sont poussés vers l'arrière à partir de la membrane, ce qui porte l'air dans le les poumons et pousse le cheval à inhaler. Comme le col est réduit au cours de la phase prolongée du galop, les membres postérieurs se déplacent vers l'arrière et le contenu des intestins se déplace vers l'avant, poussant dans le diaphragme et expulsant l'air hors des poumons.

## Odorat
Les récepteurs olfactifs du cheval sont situés dans la muqueuse de la cavité nasale supérieure. En raison de la longueur de la cavité nasale, il y a un grand espace pour ces récepteurs, et le cheval a une meilleure capacité olfactive qu'un humain. En outre, le cheval dispose également d'un organe voméronasal ou organe de Jacobson, qui est dans le palais dur, et est capable de ramasser des phéromones et d'autres senteurs quand un cheval fait le flehmen. Le flehmen force l'air à travers les fentes dans la cavité nasale et dans l'organe voméronasal. Contrairement à de nombreux autres animaux, l'organe de Jacobson du cheval ne s'ouvre pas dans la cavité buccale.